# Extensible Application Markup Language
Extensible Application Markup Language (XAML, výslovnost [zaml]) je značkovací jazyk (obdoba HTML) využívaný k popisu grafického rozhraní v aplikacích společnosti Microsoft nové generace. Je vyvíjený Microsoftem a založený na XML. Zkratka původně znamenala Extensible Avalon Markup Language, kde Avalon bylo kódové označení pro Windows Presentation Foundation (WPF).

## Význam
XAML se zeširoka používá už od .NET Frameworku 3.0, zejména v technologiích Windows Presentation Foundation, Workflow Foundation a Silverlight. Ve WPF a Silverlightu se XAML používá pro vytvoření uživatelského rozhraní, zatímco ve WF se jím definují samotná workflows.
Pro práci se XAML designem byly vytvořeny aplikace z balíku z Microsoft Expression Tools, které se používají dohromady s Visual Studiem. Stejně tak je možné upravovat XAML kód v poznámkovém bloku, případně ve speciálním XAMLPad editoru.
Všechno, co kdo vytvoří pomocí XAMLu, je možné popsat i pomocí standardních .NET jazyků C# nebo VB.NET. Výhodou XAMLu je velká jednoduchost a stále častěji se můžeme setkat s tím, že firmy předělávají své produkty na použití WPF.[zdroj?]

## Technologie
XAML soubor může být zkompilován do .baml souboru (Binary XAML), který pak může být vložen a používán jako resource v .NET projektu. Za běhu aplikace pak framework vezme informace z .baml souboru a vykreslí uživatelské rozhraní.

## Příklad
Následující příklad ukazuje vypsání textu "Ahoj světe!" pomocí XAMLu:
```
<Window
 
x:Class=
"HelloWorld.Window1"

	
xmlns=
"http://schemas.microsoft.com/winfx/2006/xaml/presentation"

	
xmlns:x=
"http://schemas.microsoft.com/winfx/2006/xaml"
>

	
<Canvas>

  		
<TextBlock>
Ahoj
 
světe!
</TextBlock>

	
</Canvas>

</Window>

```

Tento kód bude mít stejný efekt jak ve WPF, tak v Silverlightu.